# Justin Vulliamy
Justin Vulliamy (* 1712 in der Schweiz; † 1797 in England) war ein Uhrmacher.
1730 wanderte er nach England aus und studierte die Uhrmacherei bei Benjamin Gray. Später heiratete er Grays Tochter Mary und arbeitete mit ihm in seiner Uhrenmanufaktur in Londons Pall Mall zusammen. 
Nach Grays Tod 1764 übernahm Vulliamy das Familiengeschäft und fertigte hauptsächlich Präzisionspendeluhren.
Sein bekanntestes erhaltenes Werk ist ein gewichtgetriebener Kurzzeitmesser mit neun Hilfszifferblättern für Minuten, Sekunden und Sekundenbruchteile aus den 1770ern. Er war vermutlich für das Observatorium in Richmond bestimmt oder wurde bei Pferderennen verwendet.
Sein Sohn Benjamin Vulliamy (1747–1811) wurde ebenfalls Uhrmacher und übernahm ab 1775 die fachliche Leitung der Uhrenmanufaktur Vulliamy & Sons. 